# Wikszeziero (przystanek kolejowy)
Wikszeziero (ros. Викшезеро, krl. Vikšjärvi) – przystanek kolejowy w miejscowości Wikszeziero, w rejonie kondopożskim, w Karelii, w Rosji. Położony jest na linii Wołchow - Murmańsk.